# Tim Brabants
Tim Brabants (n. 23 ianuarie 1977, Chertsey⁠(d), Anglia, Regatul Unit) este un caiacist ce a reprezentat Regatul Unit al Marii Britanii și al Irlandei de Nord, medaliat olimpic. A participat la 4 ediții ale Jocurilor Olimpice (2000, 2004, 2008, 2012) în care a câștigat o medalie de aur și două medalii de bronz.